# Arnesano
Arnesano est une commune italienne de la province de Lecce, dans la région des Pouilles.

## Administration
| Période                                  | Période   | Identité        | Étiquette       | Qualité |
| ---------------------------------------- | --------- | --------------- | --------------- | ------- |
| mars 2005                                | mars 2010 | Giovanni Madaro | (liste civique) |         |
| mars 2010                                | En cours  | Giovanni Madaro | (liste civique) |         |
| Les données manquantes sont à compléter. |           |                 |                 |         |

### Communes limitrophes
Carmiano, Copertino, Lecce, Leverano, Monteroni di Lecce, Novoli